# Zarcosia aethiopicus
Zarcosia aethiopicus es una especie de coleóptero de la familia Aderidae. Fue descrita científicamente por Maurice Pic en 1939, en un artículo llamado Coleoptera. xviii. Rhysopaussidae, Pedilidae, Hylophilidae, Anthicidae, Scraptiidae, Mordellidae, Oedemeridae, Alleculidae, que fue publicado como parte de la serie Mission scientifique de l'Omo del Museo Nacional de Historia Natural de Francia. Concretamente en el tomo 5, fascículo 48, página 157.

## Distribución geográfica
Habita en Etiopía.